# In the Aeroplane Over the Sea
In The Aeroplane Over The Sea es el segundo y último álbum de la banda estadounidense de indie rock Neutral Milk Hotel. Fue publicado en los Estados Unidos el 10 de febrero de 1998 con Merge Records y en mayo de 1998 con Blue Rose Records en el Reino Unido.
Jeff Mangum se trasladó de Athens, Georgia hacia Denver, Colorado para preparar la mayor parte del material del álbum con el productor Robert Schneider, esta vez en el recién creado estudio de Schneider, Pet Sounds Studios en la casa de Jim McIntyre.
El álbum continua vendiedose bien, y fue el sexto álbum de vinilo mejor vendido en 2008.
Con el paso de los años, el álbum ha rejuvenecido su fama. Hoy en día, gracias en gran parte a internet, se ha convertido en un objeto de culto valoradísimo en diversos foros dedicados a la música.

## Inspiración
"In the aeroplane over the sea" trata principalmente temas sobre la pubertad y juventud junto a temas relacionado con la muerte. Además, más de una vez hace referencia a Ana Frank (algo que tiene sentido, pues descubrió la muerte en plena juventud). También cabe mencionar que en las letras suele haber muchos simbolismos.

## Lista de  canciones
Todas las canciones escritas y compuestas por Jeff Mangum, excepto donde sea indicado. Los arreglos de cuerno fueron hechos por Robert Schneider y Scott Spillane. 
| N.º | Título | Duración |  |
| 1.  | «The King of Carrot Flowers Pt. One»                                                                      | 2:00     |  |
| 2.  | «The King of Carrot Flowers Pts. Two & Three» (Jeremy Barnes, Julian Koster, Jeff Mangum, Scott Spillane) | 3:06     |  |
| 3.  | «In the Aeroplane Over the Sea»                                                                           | 3:22     |  |
| 4.  | «Two-Headed Boy»                                                                                          | 4:26     |  |
| 5.  | «The Fool» (Scott Spillane)                                                                               | 1:53     |  |
| 6.  | «Holland, 1945»                                                                                           | 3:15     |  |
| 7.  | «Communist Daughter»                                                                                      | 1:57     |  |
| 8.  | «Oh Comely»                                                                                               | 8:18     |  |
| 9.  | «Ghost»                                                                                                   | 4:08     |  |
| 11. | «Two-Headed Boy Pt. Two»                                                                                  | 5:13     |  |